# 大津淳一郎

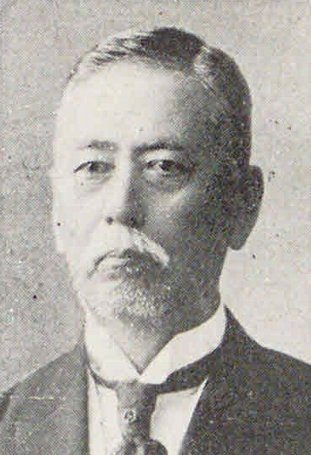
大津淳一郎

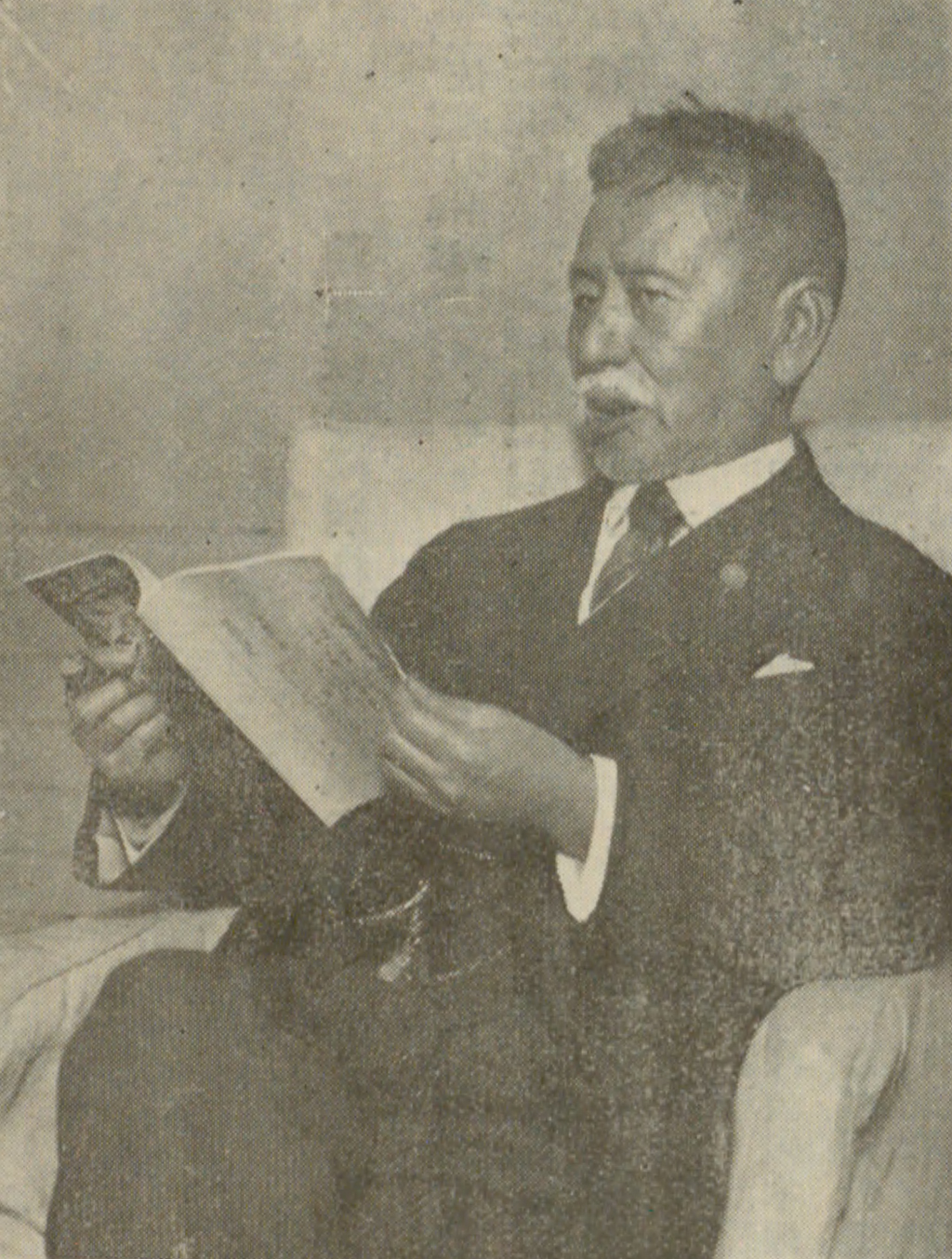
大津淳一郎

大津 淳一郎（おおつ じゅんいちろう、1857年1月18日（安政3年12月23日） - 1932年（昭和7年）1月29日）は、日本の衆議院議員（立憲改進党→進歩党→憲政党→憲政本党→立憲同志会→憲政会→立憲民政党）、貴族院勅選議員。大東文化学院総長（第6代）などを歴任した。族籍は茨城県平民。

## 経歴
常陸国多賀郡折笠村（のちの茨城県多賀郡豊浦町、現在の日立市）出身。茨城県士族・大津正則の二男。1874年（明治7年）、分かれて一家を創立する。
水戸で漢学を修めた後、江戸に遊学した。1877年（明治10年）、小学校の教員となるが、まもなく退職した。その後、板垣退助の民権論にふれ、1879年（明治12年）から水戸で政談演説会を開いて、自由民権運動を推し進めた。このころ片岡健吉・河野広中らと親交を結び、興民公会という政社をおこした。翌年、大阪で開かれた国会期成同盟大会に参加し、ついで東京で開かれた自由党準備会に参加したが、意見が合わずに茨城に帰郷した。
帰郷後は茨城日日新聞を創刊し、主筆となった。その後、茨城県庁に出仕し、さらに1882年（明治15年）には県会議員に選出された。やがて県会議員を辞し、1885年（明治18年）に再び茨城県庁に入って兵事課長を務めた。1890年（明治23年）、県庁を退職し、東北物産会社の社長となった。
同年の第1回衆議院議員総選挙に立憲改進党から出馬し、当選。以後、13回当選を重ねた。その間、大蔵副参政官、文部参政官を務めた。1927年（昭和2年）4月18日、貴族院議員に勅選され、立憲民政党相談役、顧問を務めた。また1928年（昭和3年）には大東文化学院総長に就任した。1932年（昭和7年）、議員・総長在職中に死去。

## 人物
住所は東京府豊多摩郡千駄ヶ谷町五三八。

## 栄典
- 1915年（大正4年）11月10日 - 大礼記念章[6]

## 家族・親族
大津家
- 妻・もよ（1854年(安政元年11月) - ?、茨城士族、國友尚克の七女）[1]
- 長男・鎌武（1884年 - ?、陸軍三等主計、開原取引所所長）[1]
- 長男妻・千代（1894年6月 - ?、山口県士族芳松武彦二女）
- 嫡孫・武通（1921年4月 - ?）
- 長女・高（1876年 - ?、千葉、大貫精三郎の長男で医学博士の秀太郎の妻）[1]
- 二女・勝（1881年 - ?、栃木士族、小島甚七郎の長男で工学博士の甚太郎の妻）[1]
- 三女・廣（1886年 - ?、東京士族、岡野敬次郎の弟で工学博士の昇の妻）[1]
- 四女・通（1894年 - ?、島根士族、大庭榮三郎の長男で工学士の満平の妻）[1]
- 次男・武敏（1894年 - ?、法学士、分家）

## 著書
- 日本官吏任用論（金港堂、1880年）
- 志士の心血（磊磊堂、1894年）
- 帝国憲政と道義（同文館、1912年）
- 肇国の本義（柾木書院、1915年）
- 世界変局と帝国の外交（進文館、1919年）
- 大日本憲政史（宝文館、1928年）